# Sybilla coemeterii
Sybilla coemeterri é uma espécie de coleóptero da tribo Bimiini (Cerambycinae), com distribuição na Argentina e Chile.

## Sistemática
- Ordem Coleoptera
  - Subordem Polyphaga
    - Infraordem Cucujiformia
      - Superfamília Chrysomeloidea
        - Família Cerambycidae
          - Subfamília Cerambycinae
            - Tribo Bimiini
              - Gênero Sybilla
                - S. coemeterri (Thomson, 1856)